# 茗岙乡
茗岙乡是中华人民共和国浙江省温州市永嘉县下辖的一个乡。
2016年1月23日，浙江省人民政府批复同意调整桥下镇管辖范围，增设茗岙乡，乡政府驻茗后村。

## 行政区划
茗岙乡下辖以下村级行政区划单位：
茗后村、茗下村、茗上村、中村、坐凳村、胜山村、章当村、下石坑村、石田坑村、光塘垟村、剩庄村、章岙村、龙外村、徐宅村、马界山村、外徐村、乾口村、底岙村、麻岙村、岩山村、南山村和平川村。